# تأشير وصفي
الترميز الوصفي هو نظام ترميز الشطرنج لتسجيل ألعاب شطرنج التي كانت تستخدم في الأدب الإنجليزي والإسباني والفرنسية للشطرنج حتى عام 1980 تقريبًا (Brace 1977: 79-80) (Sunnucks 1970: 325). تم استبداله بواسطة التأشير الجبري، وهو أكثر إيجازًا ويتطلب جهدًا أقل لتجنب الغموض. توقف الاتحاد الدولي للشطرنج عن الاعتراف بالتدوين الوصفي في عام 1981.

## تاريخ
في أدبيات الشطرنج الأولى، تم استخدام اللغة الطبيعية لوصف الحركات. هذا هو المصدر النهائي لجميع أشكال الترميز الوصفي. بمرور الوقت، أصبحت الاختصارات شائعة، وتطور نظام التدوين تدريجيًا. على سبيل المثال، تم تسجيل حركة الافتتاح الشائعة 1.e4 في الأصل على أنها «بيدق للملك الرابع» أو ما شابه ذلك؛ بحلول وقت دليل لاعبي الشطرنج (1847)، كان هذا قد تم اختصاره إلى "P. to K's 4th."؛ ثم تم تخفيضه لاحقًا إلى "P-K4".

أسماء المربعات بالتدوين الوصفي باللغة الإنجليزية

## التسمية
باستثناء الحصان، يتم اختصار كل قطعة إلى الحرف الأول من اسمها: K = king ، Q = queen ، R = rook ، B = bishop ، P = pawn. يبدأ «الحصان» بالحرف نفسه مثل king، لذلك يتم اختصاره إما إلى Kt (المستخدم في أدب الشطرنج القديم) أو N. (يُستخدم N في هذه المقالة.) في عام 1944، تلقت Chess Review العديد من الرسائل التي تناقش التغيير من Kt إلى N (Lawrence 2009: 10).
كل مربع له اسمان، اعتمادًا على وجهة نظر الأبيض أو الأسود. يتم إعطاء كل ملف اسمًا مطابقًا للقطعة التي تحتل المرتبة الأولى في بداية اللعبة. وهكذا، في التدوين الوصفي باللغة الإنجليزية، يُطلق على ملف الملكة اسم "Q" وملف الملك باسم "K". نظرًا لوجود قطعتين متبقيتين في المرتبة الأولى، فمن الضروري التمييز بينهما. تمت تسمية القطع الموجودة على جانب الملكة من اللوحة (إلى يسار وايت؛ إلى يمين بلاك) بالنسبة إلى الملكة، أي «رخ الملكة» و «فارس الملكة» و «أسقف الملكة»؛ ولها أسماء مختصرة "QR" و "QN" و "QB" على التوالي. وبالمثل، فإن القطع الموجودة على جانب الملك (يمين الأبيض، ويسار الأسود) تمت تسميتها بالنسبة إلى الملك، أي «رخ الملك» و «فارس الملك» و «أسقف الملك»؛ ولها أسماء مختصرة "KR" و "KN" و "KB". يتم إعطاء الترتيب رقمًا يتراوح من 1 إلى 8، مع كون المرتبة 1 هي الأقرب للاعب.
تعني طريقة تسمية المربعات هذه أن كل مربع له اسم واحد من وجهة نظر White وآخر من وجهة نظر Black. على سبيل المثال، يسمى مربع الزاوية الأقرب لليسار الأبيض (أي مربع a1 في التدوين الجبري) بـ «رخ الملكة 1» (QR1) بواسطة الأبيض و «رخ الملكة 8» (8 QR) بواسطة الأسود.
عند تسجيل حركة بواسطة White ، يتم استخدام التسمية من وجهة نظر White ؛ عند تسجيل حركة بواسطة Black ، يتم استخدام التسمية من وجهة نظر Black.